# خودکشی در موزامبیک
خودکشی در موزامبیک از آن جا که نرخ بالایی دارد، یک معضل بزرگ اجتماعی در این کشور است. موزامبیک بالاترین آمار خودکشی در آفریقا را دارد. طبق گزارش سازمان بهداشت جهانی به سال ۲۰۱۲، ۱٫۵۲٪ از مرگ‌های صورت گرفته در این کشور بر اثر خودکشی است.